# Чильпансінго-де-лос-Браво
Чильпансі́нго-де-лос-Бра́во (ісп. Chilpancingo de los Bravo) — місто і столиця мексиканського штату Герреро, а також адміністративний центр однойменного муніципалітету. Чисельність населення, за даними перепису 2010 року, становила 187 251 особу.

## Клімат
Місто розташоване у зоні, котра характеризується кліматом тропічних саван. Найтепліший місяць — травень із середньою температурою 24.2 °C (75.6 °F). Найхолодніший місяць — січень, із середньою температурою 19.9 °С (67.8 °F).
| Клімат Чильпансінго     | Клімат Чильпансінго | Клімат Чильпансінго | Клімат Чильпансінго | Клімат Чильпансінго | Клімат Чильпансінго | Клімат Чильпансінго | Клімат Чильпансінго | Клімат Чильпансінго | Клімат Чильпансінго | Клімат Чильпансінго | Клімат Чильпансінго | Клімат Чильпансінго | Клімат Чильпансінго |
| Показник                | Січ.                | Лют.                | Бер.                | Квіт.               | Трав.               | Черв.               | Лип.                | Серп.               | Вер.                | Жовт.               | Лист.               | Груд.               | Рік                 |
| Абсолютний максимум, °C | 33                  | 33                  | 36                  | 38                  | 37                  | 34,5                | 35                  | 34                  | 34                  | 35,5                | 37                  | 34                  | 38                  |
| Середній максимум, °C   | 28,1                | 28,8                | 29,9                | 31,2                | 31,3                | 29,5                | 29,4                | 29,1                | 28,3                | 28,7                | 29                  | 28,3                | 29,3                |
| Середня температура, °C | 19,9                | 20,5                | 21,7                | 23,3                | 24,2                | 23,7                | 23,5                | 23,3                | 22,9                | 22,8                | 21,8                | 20,4                | 22,3                |
| Середній мінімум, °C    | 11,6                | 12,3                | 13,4                | 15,4                | 17,1                | 18                  | 17,6                | 17,5                | 17,6                | 16,9                | 14,6                | 12,5                | 15,4                |
| Абсолютний мінімум, °C  | 5                   | 2,1                 | 8,6                 | 10                  | 11                  | 12                  | 13,4                | 14                  | 14                  | 7,1                 | 8,5                 | 5                   | 2,1                 |
| Норма опадів, мм        | 14                  | 13                  | 6                   | 7                   | 46                  | 141                 | 198                 | 172                 | 180                 | 78                  | 12                  | 8                   | 873                 |
| Днів з дощем            | 1,1                 | 1                   | 0,8                 | 1,2                 | 6,5                 | 16,2                | 20,7                | 20,6                | 19,3                | 8,8                 | 1,5                 | 0,9                 | 98,6                |
| ----------------------- | ------------------- | ------------------- | ------------------- | ------------------- | ------------------- | ------------------- | ------------------- | ------------------- | ------------------- | ------------------- | ------------------- | ------------------- | ------------------- |
| Джерело: Weatherbase    |                     |                     |                     |                     |                     |                     |                     |                     |                     |                     |                     |                     |                     |

## Історія
Назва походить з ацтекських слів «chilpan, cingo», що позначають «осине місце» або «місце маленьких ос». Інша версія назви походить від ацтекського словосполучення «Chilli-pan-tzingo», що означає «місце червоних прапорців». На додаток Браво — сім'я героїв війни за незалежність Мексики. Місто було засноване в 1519 році індіанцями. Місто отримало визнання протягом війни за незалежність Мексики як стратегічний пункт для лідерів повстанців Х. М. Морелоса (José María Morelos y Pavón) і братів Браво. У червні 1813 року в місті був заснований Конгрес повстанців. Протягом Революції Аютли в 1854 році місто було зайняте військами А. Лопес де Санта Анни (Antonio López de Santa Anna). У 1870 році місто Чильпансінго стало резиденцією уряду штату.

## Економіка
У місті є різні підприємства харчової, текстильної, промисловості, також є заклади культури, освіти. Розвинена транспортна інфраструктура.

## Відомі уродженці
Місто є батьківщиною першого мексиканського астронавта Родольфо Нері Вели.